# Sân vận động Khalid bin Mohammed
Sân vận động Khalid bin Mohammed là một sân vận động đa năng ở Sharjah, Các Tiểu vương quốc Ả Rập Thống nhất. Sân hiện được sử dụng chủ yếu cho các trận đấu bóng đá. Đây là sân nhà của Al Shaab Club. Sân vận động có sức chứa 12.000 người.